# Palau de Marivent

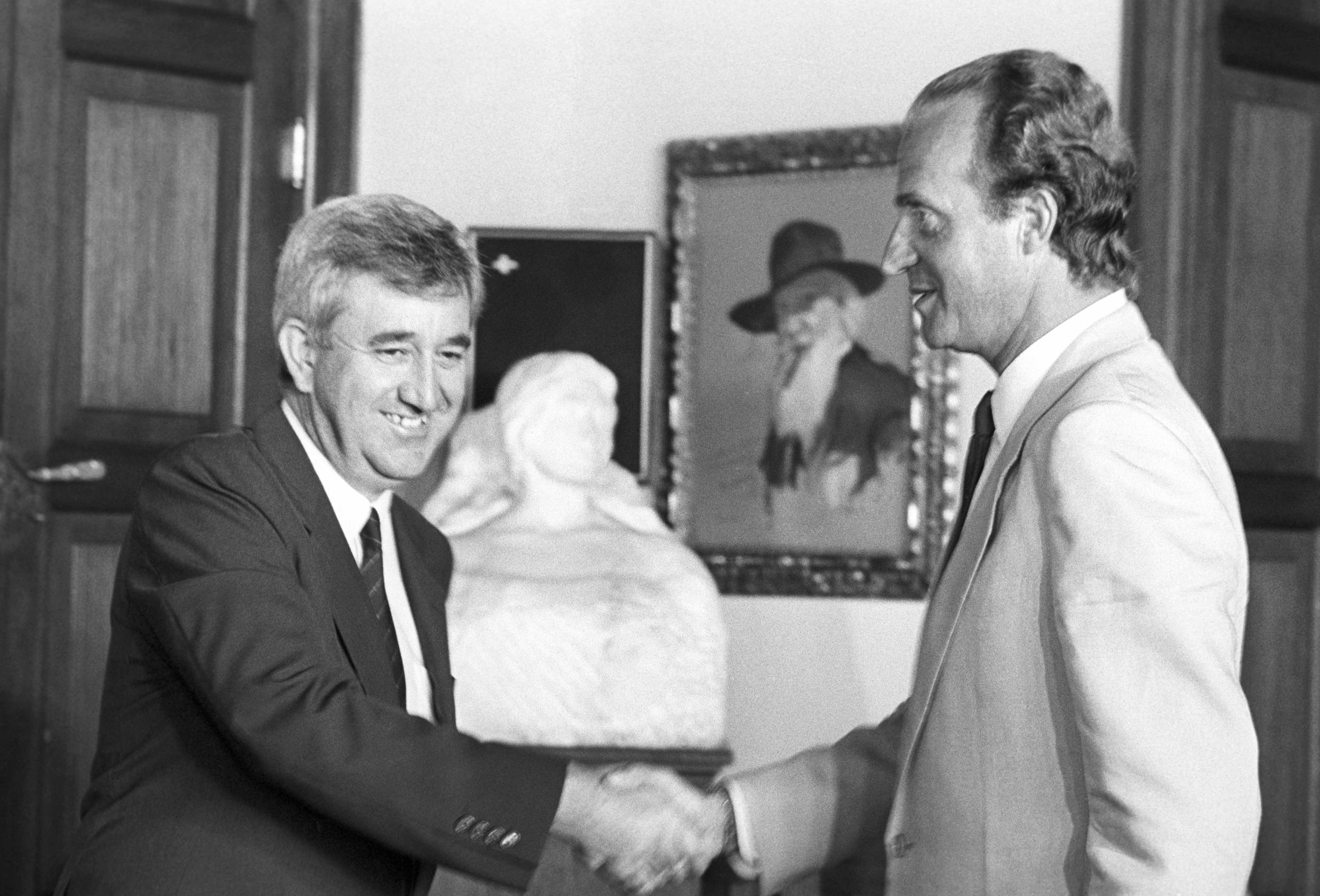
Audiència del Rei Joan Carles a Gabriel Cañellas al palau. 1983

El Palau de Marivent és una construcció moderna situada a Cala Major, a Palma. El Palau fou usat pel rei Joan Carles I i la seva família com a residència d'estiu i ho continua sent per a Felip VI i la seva família.
La finca fou construïda per l'arquitecte Guillem Forteza Pinya entre 1923 i 1925, per encàrrec del pintor Ioannes Saridakis, el qual hi visqué fins que es va morir. El 1966, la seva vídua, Anunciación Marconi Taffani, cedí la construcció i els terrenys a la Diputació Provincial de Balears, a condició que s'hi creés un museu que portés el nom del pintor i que romangués obert al públic, condicions que es compliren fins al 1973 quan la Diputació cedí la finca als aleshores prínceps d'Espanya, fet que provocà que els descendents de Saridakis denunciessin les autoritats als tribunals de justícia per incompliment de condicions de cessió i així recuperessin els béns mobles de l'interior de la finca pertanyents a la seva família.